# Gonzalo Menéndez
Gonzalo Ezequiel Menéndez (Avellaneda, 16 dicembre 1992) è un ex calciatore argentino, di ruolo centrocampista.

## Carriera
Ha giocato nella massima serie dei campionati argentino, cileno, macedone e paraguaiano.